# 19578 Kirkdouglas
19578 Kirkdouglas este o planetă minoră (asteroid), cu un diametru de 2,685 km, din centura de asteroizi. A fost descoperită pe 20 iunie 1999 la Observatorul Reedy Creek de John Broughton⁠(d) și a fost numită după Kirk Douglas. 
Obiectul prezintă o orbită caracterizată de o semiaxă mare de 2,4018457 UAi, o excentricitate de 0,18, o înclinație de 2,30242 ° în raport cu ecliptica.